# Annika Mehlhorn
Annika Mehlhorn (ur. 5 sierpnia 1983 w Kassel), niemiecka pływaczka specjalizująca się w stylu motylkowym, medalista mistrzostw świata i Europy.